# Liste der Naturdenkmale in Ofterdingen
| Naturdenkmale | Anzahl |
| ------------- | ------ |
| FND           | 1      |
| END           | 2      |
| Gesamt        | 3      |

Die Liste der Naturdenkmale in Ofterdingen nennt die verordneten Naturdenkmale (ND) der im baden-württembergischen Landkreis Tübingen liegenden Gemeinde Ofterdingen. In Ofterdingen gibt es insgesamt drei als Naturdenkmal geschützte Objekte, davon ein flächenhaftes Naturdenkmal (FND) und zwei Einzelgebilde-Naturdenkmale (END).
Stand: 1. November 2016.

## Flächenhafte Naturdenkmale (FND)
| Name                               | Bild | Kennung     | Einzelheiten | Position | Fläche Hektar | Datum         |
| ---------------------------------- | ---- | ----------- | ------------ | -------- | ------------- | ------------- |
| Schneckenpflaster an der Steinlach |      | 84160310254 | Ofterdingen  | ⊙        | 0,5           | 17. Dez. 1937 |
| Legende für Naturdenkmal           |      |             |              |          |               |               |

## Einzelgebilde (END)
| Name                         | Bild | Kennung     | Einzelheiten | Position | Fläche Hektar | Datum         |
| ---------------------------- | ---- | ----------- | ------------ | -------- | ------------- | ------------- |
| 1 Fichte, „Zottelfichte“     | BW   | 84160310253 | Ofterdingen  | ⊙        | 0,0           | 16. Apr. 1985 |
| 1 Stieleiche, „Löchleseiche“ |      | 84160310250 | Ofterdingen  | ⊙        | 0,0           | 16. Apr. 1985 |
| Legende für Naturdenkmal     |      |             |              |          |               |               |